# Takahiro Miki
Pour les articles homonymes, voir Miki.
Takahiro Miki (三木 孝浩, Miki Takahiro) est un réalisateur japonais, né le 29 août 1974 dans la préfecture de Tokushima.

## Biographie
Takahiro Miki naît le 29 août 1974 dans la préfecture de Tokushima. Il est diplômé de la faculté des lettres de l'université Waseda, à Tokyo.

## Filmographie partielle

### Cinéma
- 2010 : Solanin (ソラニン, Soranin?)
- 2011 : Control Tower (ja) (管制塔, Kanseitō?)
- 2012 : C'était nous 1 (僕等がいた, Bokura ga ita?)
- 2012 : C'était nous 2 (僕等がいた, Bokura ga ita?)
- 2013 : Girl in the Sunny Place (en) (陽だまりの彼女, Hidamari no kanojo?)
- 2014 : Hot Road (ホットロード, Hotto rōdo?)
- 2014 : Blue Spring Ride (アオハライド, Aoharaido?)
- 2015 : Have a Song on Your Lips (en) (くちびるに歌を, Kuchibiru ni uta o?)
- 2016 : Aozora Yell (en) (青空エール, Aozora ēru?)
- 2016 : My Tomorrow, Your Yesterday (en) (ぼくは明日、昨日のきみとデートする, Boku wa asu, kinō no kimi to dēto suru?)
- 2017 : My Teacher (en) (先生!、、、好きになってもいいですか?, Sensei! …suki ni natte mo ii desu ka??)
- 2018 : Kids on the Slope (坂道のアポロン, Sakamichi no Aporon?)
- 2019 : Fortuna's Eye (ja) (フォルトゥナの瞳, Fortuna no hitomi?)
- 2020 : Love, Be Loved, Leave, Be Left (思い、思われ、ふり、ふられ, Omoi, omoware, furi, furare?)
- 2020 : Your Eyes Tell (en) (きみの瞳（め）が問いかけている, Kimino mega toikaketeiru?)
- 2021 : Une porte sur l'été (夏への扉 キミのいる未来へ, Natsu e no tobira: Kimi no iru mirai e?)
- 2024 : L'Esquisse de nos vies (余命一年の僕が、余命半年の君と出会った話。?)
- 2025 : Shiranai kanojo (知らないカノジョ?)